# Amt Goldberg-Mildenitz
Das Amt Goldberg-Mildenitz liegt im Nordosten des Landkreises Ludwigslust-Parchim in Mecklenburg-Vorpommern (Deutschland). In diesem Amt haben sich sechs Gemeinden zur Erledigung ihrer Verwaltungsgeschäfte zusammengeschlossen. Der Verwaltungssitz befindet sich in Goldberg.

## Beschreibung
Am 1. Januar 2005 wurde das Amt Goldberg-Mildenitz aus den sieben Gemeinden des aufgelösten Amtes Mildenitz und der vormals amtsfreien Stadt Goldberg gebildet. Am 7. Juni 2009 wurde die Gemeinde Langenhagen nach Techentin, am 1. Januar 2012 wurden Diestelow und Wendisch Waren nach Goldberg eingemeindet.
Das Amtsgebiet liegt in einer hügeligen Endmoränenlandschaft nördlich von Parchim am Ostrand des Naturparks Nossentiner/Schwinzer Heide. Es wird von der Mildenitz durchflossen. Im Süden grenzt das Amtsgebiet an das Amt Eldenburg Lübz, im Norden an das Amt Sternberger Seenlandschaft. Der Goldberger See, der Damerower See und der Dobbertiner See der Sternberger Seenlandschaft sind die größten der zahlreichen Seen im Amt, eine Anhöhe nahe Neu Poserin ist mit 92 m ü. HN die höchste Erhebung.
Neben der Landwirtschaft und der immer mehr dominierenden Windenergienutzung spielt insbesondere der Tourismus an den verschiedenen Seen eine zunehmende Rolle.
Durch das Amt Goldberg-Mildenitz führt die Bundesstraße 192 (Wismar – Neubrandenburg). Östlich des Amtsgebietes verläuft die Bundesautobahn 19.

## Die Gemeinden mit ihren Ortsteilen
- Dobbertin mit Alt Schwinz, Dobbin, Jellen, Kläden, Kleesten, Neuhof, Neu Schwinz und Spendin
- Stadt Goldberg mit Diestelow, Finkenwerder, Grambow, Lüschow, Medow, Neuhof, Neu Woosten, Sehlsdorf, Steinbeck, Wendisch Waren, Woosten und Ziegelei
- Mestlin mit Kadow, Ruest, Ruester Krug und Vimfow
- Neu Poserin mit Groß Poserin, Klein Wangelin, Kressin, Neu Damerow, Sandhof und Wooster Teerofen
- Techentin mit Augzin, Below, Hof Hagen, Langenhagen, Mühlenhof und Zidderich

## Dienstsiegel
Das Amt verfügt über kein amtlich genehmigtes Hoheitszeichen, weder Wappen noch Flagge. Als Dienstsiegel wird das kleine Landessiegel mit dem Wappenbild des Landesteils Mecklenburg geführt. Es zeigt einen hersehenden Stierkopf mit abgerissenem Halsfell und Krone und der Umschrift „AMT GOLDBERG-MILDENITZ“.